# Dolmen von Kluder-Yer

Schema Dolmen mit Seitenkammern am Beispiel Mané Keriaval

Der Dolmen von Kluder-Yer (auch Clud-Er-Yer, Klud-Er-Yer oder Klud-Ur-Yar genannt) ist ein Dolmen nördlich von Carnac im Département Morbihan in der Bretagne in Frankreich. Die Megalithanlage liegt bei Keriaval etwa 150 Meter nordwestlich der Straße D768 und 150 m nordöstlich der Ortschaft Ty-er-Go. 
Der Name kommt aus dem Bretonischen und bedeutet „Hühnerhaus“. Dolmen ist in Frankreich der Oberbegriff für Megalithanlagen aller Art (siehe: Französische Nomenklatur).

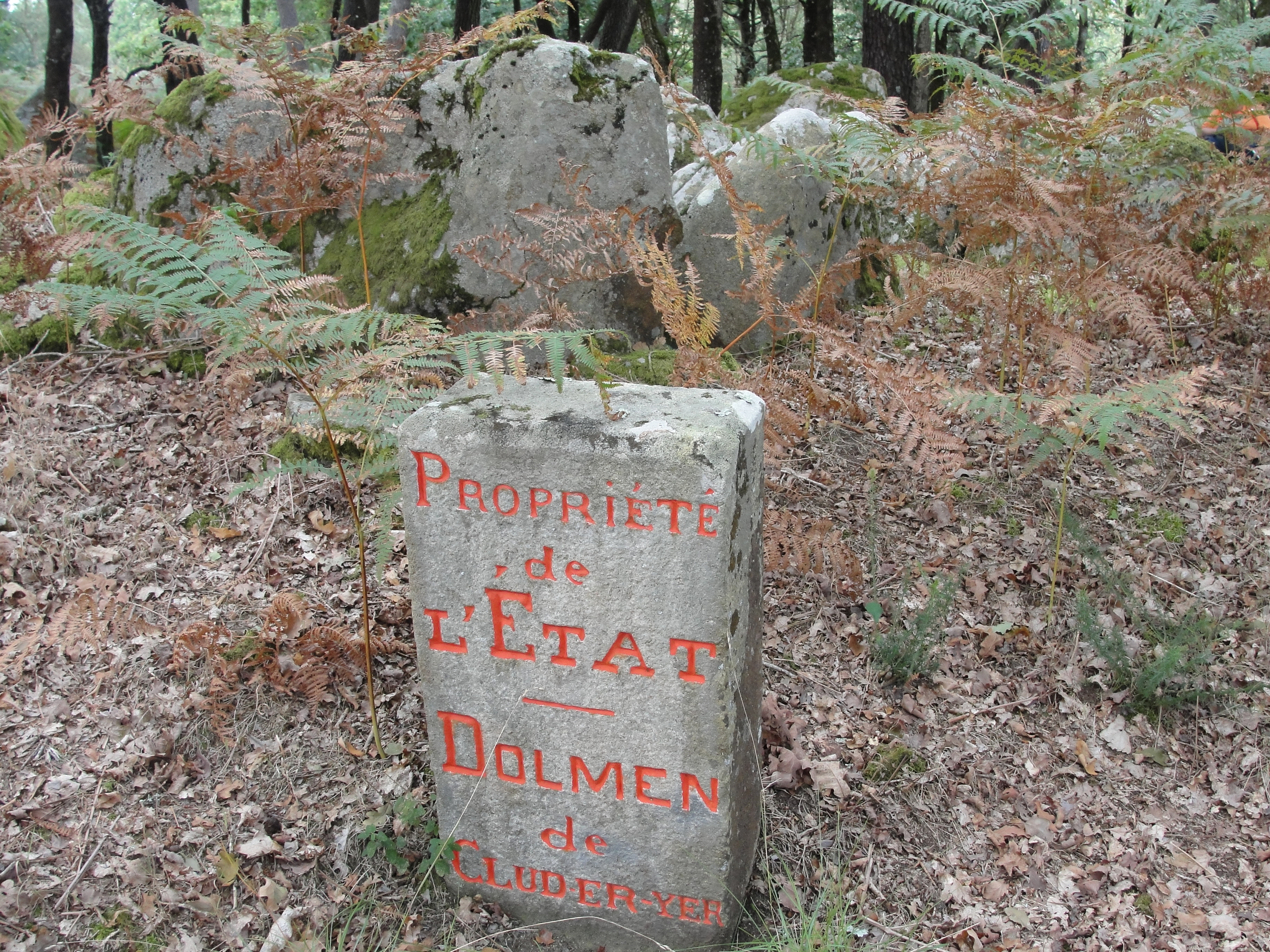
Dolmen von Kluder-Yer

Es ist ein Dolmen mit Seitenkammern (französisch Dolmen à cabinets latéraux oder Dolmen transepté, regional auch Pierres pouquelées genannt) dessen Deckenplatten fehlen. Auf einem Areal von etwa 15,0 × 25,0 m liegen noch 30 Steine. Die Menge setzt sich zusammen aus den Tragsteinen von vier Nebenkammern: zwei rechts vom Eingang, eine links und eine Kopfnische. Hügelreste sind ebenfalls erhalten.
Etwa zehn Meter nördlich liegt der Tumulus de Mané-Klud-er-Yer. Wenige Meter entfernt stehen zwei 1,9 und 1,3 m hohe Menhire.
In unmittelbarer Nähe liegen die Dolmen von Mané Kerioned und Nautério sowie die Menhire von Beg-Lann.